# ISPA
Програма «ІСПА» (англ. Instrument for Structural Policies for Pre-Accession, ISPA) — один з трьох фінансових інструментів Європейського Союзу (разом з «ФАРЕ» та «САПАРД») на допомогу країнам-кандидатам з Центральної та Східної Європи у підготовці до вступу в ЄС. «ІСПА» — «інструмент структурної політики у передвступний період», спрямований на розвиток транспортної інфраструктури та охорону довкілля країн-вступників. Подібно до «ФАРЕ» й «САПАРД», програма «ІСПА» має на меті соціально-економічне гуртування країн ЄС.